# Strażnica KOP „Hornowo Wiercińskie”
Strażnica KOP „Hornowo Wiercińskie” – zasadnicza jednostka organizacyjna Korpusu Ochrony Pogranicza pełniąca służbę ochronną na granicy polsko-sowieckiej.

## Formowanie i zmiany organizacyjne
W 1924, w składzie 3 Brygady Ochrony Pogranicza, został sformowany 7 batalion graniczny. W 1928 w skład batalionu wchodziło 16 strażnic. W 1 kompanii KOP „Czyste”, której dowództwo przeniesiono później do Krzyżówki, funkcjonowała strażnica KOP „Hornowo Wiercińskie”. W latach 1928–1939 strażnica znajdowała się w strukturze 1 kompanii KOP „Krzyżówka”  batalionu KOP „Podświle” z pułku KOP „Głębokie”. Strażnica liczyła około 18 żołnierzy i rozmieszczona była przy linii granicznej z zadaniem bezpośredniej ochrony granicy państwowej.
W 1932 obsada strażnicy zakwaterowana była w budynku popolicyjnym. Strażnicę z macierzystą kompanią łączyła droga polna długości 14 km.

## Służba graniczna
Podstawową jednostką taktyczną Korpusu Ochrony Pogranicza przeznaczoną do pełnienia służby ochronnej był batalion graniczny. Odcinek batalionu dzielił się na pododcinki kompanii, a te z kolei na pododcinki strażnic, które były „zasadniczymi jednostkami pełniącymi służbę ochronną”, w sile półplutonu. Służba ochronna pełniona była systemem zmiennym, polegającym na stałym patrolowaniu strefy nadgranicznej, wystawianiu posterunków alarmowych, obserwacyjnych i kontrolnych stałych, patrolowaniu i organizowaniu zasadzek w miejscach rozpoznanych jako niebezpieczne, kontrolowaniu dokumentów i zatrzymywaniu osób podejrzanych, a także utrzymywaniu ścisłej łączności między oddziałami i władzami administracyjnymi. Strażnice KOP stanowiły pierwszy rzut ugrupowania kordonowego Korpusu Ochrony Pogranicza.
Strażnica KOP „Hornowo Wiercińskie” w 1932 ochraniała pododcinek granicy państwowej szerokości 7 kilometrów od słupa granicznego nr 268 do 272, a w 1938 pododcinek szerokości 13 kilometrów 573 metrów od słupa granicznego nr 262 do 273.
Sąsiednie strażnice:
- strażnica KOP „Lipowo” ⇔ strażnica KOP „Hornowo Bartkiewicz” – 1928[2], 1929[3], 1931[4] , 1932[5], 1934[6]
- strażnica KOP „Kamienny Wóz” ⇔ strażnica KOP „Trościanica” – 1938[7]